# Kotna minuta in sekunda
Kotna minuta ali arkminuta (arcmin) je enota za merjenje kotov, ki je enaka kot  ⁠1/60⁠ stopinje. Ker je ena stopinja ⁠1/360⁠ popolnega kroga (ali popolnega obrata), velja, da je ena kotna minuta enako kot ⁠1/21,600⁠ celega obrata. Navtična milja je bila sprva definirana kot 1 kotna minuta geografske širine hipotetične popolne okrogle Zemlje, torej je Zemljin obseg približno 21 600 navtičnih milj. Kotna minuta je enaka  ⁠π/10,800⁠ radiana.
Kotna sekunda ali arksekunda (arcsec) je ⁠1/60⁠ ene kotne minute, ⁠1/3,600⁠ ene stopinje, ⁠1/1296000⁠ enega obrata in ⁠π/648,000⁠ (okoli ⁠1/206,265⁠) enega radiana.
Te enote izvirajo iz babilonske astronomije kot šestdesetiške razdelitve stopinje: uporabljejo se v področjih, ki se ukvarjajo z ekstremno majhnimi koti, kot so astronomija, optometrija, okulistika, optika, navigacija in kartiranje zemlje.
Da izrazimo še manjše kote, lahko vpeljemo standardne predpone SI: mili kotna sekunda (mas) in mikro kotna sekunda (μas). Te enote se pogosto uporabljajo v astronomiji.
Število kvadratnih kotnih minut v popolni krogli je {\displaystyle 4\pi \left({\frac {10\,800}{\pi }}\right)^{2}={\frac {466\,560\,000}{\pi }}\approx } 148510660 kvadratnih kotnih minut.
Uporaba izrazov "minuta" in "sekunda" izvira tudi iz babilonske astronomije, kjer so takšne izraze uporabljali za trajanje Sončevega navideznega gibanja ene kotne minute ali sekunde skozi ekliptiko. V sedanjih enotah je bila babilonska "minuta" dolga štiri današnje minute, njihova "sekunda" pa je bila enaka našim štirim sekundam.

## Simboli in okrajšave
Črtica (′) (U+2032) označuje kotno minuto, toda ko so dovoljeni le ASCII znaki, se uporablja tudi enojni narekovaj (') (U+0027). Zapis ene kotne minute je tore 1′. Enoto se okrajša tudi arcmin ali amin, včasih, toda manj pogosto, pa kot črtica z narobe obrnjeno strešico nad njo ({\displaystyle {\hat {'}}}).
Podobno dvojna črtica (″) (U+2033) označuje kotno sekundo, toda pri dovoljenih le ASCII znakih se uporablja le dvojni narekovaj (") (U+0022). Ena kotna sekunda se torej zapiše 1″. Okrajša se tudi arcsec ali asec.
| Enota               | Vrednost                                 | Simbol | Simbol        | Okrajšave                                         | Prib. vred. v rad. |
| ------------------- | ---------------------------------------- | ------ | ------------- | ------------------------------------------------- | ------------------ |
| Stopinja            | ⁠1/360⁠ obrata                             | °      | Stopinja      | deg                                               | 17,4532925 mrad    |
| Kotna minuta        | ⁠1/60⁠ stopinje                            | ′      | Črtica        | arcmin, amin, am, {\displaystyle {\hat {'}}}, MOA | 290,8882087 µrad   |
| Kotna sekunda       | ⁠1/60⁠ kotne minute = ⁠1/3600⁠ stopinje      | ″      | Dvojna črtica | arcsec, asec, as                                  | 4,8481368 µrad     |
| Mili kotna sekunda  | 0,001 kotnih sekund = ⁠1/3600000⁠ stopinje |        |               | mas                                               | 4,8481368 nrad     |
| Mikro kotna sekunda | 0,001 mas = 0,000001 kotnih sekund       |        |               | μas                                               | 4,8481368 prad     |

V nebesni navigaciji, se kotne sekunde v izračunih pojavljajo le redko, saj se raje uporabljajo stopinje, minute in decimalke minute, na primer 42° 25,32′ ali 42° 25,322′. Ta zapis uporabljajo tudi mornarski GPS sprejemniki, ki po navadi koordinati zapišejo v prej navedenem formatu.

## Pogosti primeri
Povprečna navidezna velikost polne lune je okoli 31 kotnih minut (ali 0,52 °).
Ena kotna minuta je približno ločljivost človeškega očesa.
Kotna sekunda je oklepajoči kot kovanca za 1 evro (23,25 mm) na razdalji 4795 m. Ena kotna sekunda je tudi kot, ki ga oklepa
- objekt premera 725,27 km na razdalji ene astronomske enote,
- objekt premera 45866916 km na razdalji enega svetlobnega leta,
- objekt premera ene astronomske enote (149597870,7 km) na razdalji enega parseka, kar sledi iz definicije.[6]

Mili kotna sekunda je velikost kovanca za 1 evro, ki je v Kabulu (Afganistan), gledanega iz Ljubljane.
Mikro kotna sekunda je velikost pike na koncu povedi v priročnikih za misijo Apollo, ki so jih astronavti pustili na Luni videne z Zemlje.
Nano kotna sekunda je velikost kovanca za 2 centa na Neptunovi luni Triton, viden z Zemlje.
Ostali večji primeri velikosti v kotnih sekundah so:
- Hubblov vesoljski teleskop ima izračunljivo ločljivost 0,05 kotnih sekund, dejansko ločljivost pa skoraj 0,1 kotne sekunde, kar je blizu difrakcijske meje.[7]
- naraščajoča Venera meri med 60,2 in 66 kotnimi sekundami.[7]